# Цыцаркин, Александр Николаевич
Александр Николаевич Цыцаркин (2 сентября 1923, с. Капасово Мордовской АССР— 16 апреля 1945, Букков, Германия) — командир 4-й стрелковой роты 1052-го стрелкового полка 301-й стрелковой Сталинской ордена Суворова 2-й степени дивизии 9-го Краснознамённого стрелкового корпуса 5-й ударной армии 1-го Белорусского фронта, старший лейтенант. Герой Советского Союза.

## Биография
Родился 2 сентября 1923 года в селе Капасово в Мордовии. Окончил 8 классов в городе Черепаново Новосибирской области. Работал пионервожатым в средней школе.
В Красной Армии с декабря 1941 года. В 1942 году окончил Омское военное пехотное училище. В действующей армии с августа 1944 года.
Командир 4-й стрелковой роты 1052-го стрелкового полка комсомолец старший лейтенант Александр Цыцаркин отличился 14 апреля 1945 года во время прорыва сильно укреплённой обороны противника у населённого пункта Гольцов, расположенного северо-восточнее города Зелов.
Вверенная старшему лейтенанту Цыцаркину А. Н. рота, захватив четыре траншеи и уничтожив пять огневых точек противника, обеспечила ввод в прорыв танковой бригады и боевые действия 1052-го стрелкового полка.
16 апреля 1945 года в бою за село Гузов командир роты погиб.
Указом Президиума Верховного Совета СССР от 31 мая 1945 года за образцовое выполнение боевых заданий командования на фронте борьбы с немецко-вражеским захватчиками и проявленные при этом мужество и героизм старшему лейтенанту Цыцаркину Александру Николаевичу посмертно присвоено звание Героя Советского Союза.
Награждён орденами Ленина и Красного Знамени.
Именем Героя названа улица в городе Черепаново Новосибирской области, а на здании школы № 98 установлена мемориальная доска.